# Redding (Kalifornia)
Redding – miasto (city), ośrodek administracyjny hrabstwa Shasta, w stanie Kalifornia, w Stanach Zjednoczonych. W 2009 roku miasto liczyło 90 521 mieszkańców.
Redding położone jest w północnej części doliny Sacramento, nad rzeką o tej samej nazwie.

## Sport
W mieście rozgrywany jest kobiecy turniej tenisowy, pod nazwą The Ascension Project Women's Challenger, zaliczany do rangi ITF, z pulą nagród $25 000.
Z Redding pochodzi Megan Rapinoe, reprezentantka USA w piłce nożnej.